# Pașaport moldovenesc
Pașaportul moldovenesc este un document de identitate eliberat cetățenilor Republicii Moldova, pe baza declarațiilor personale pentru trecerea frontierei de stat a Republicii Moldova, precum și în alte țări. 
Copiiilor sub vârsta de 18 ani și persoanelor improprii de a pleda, pașaportul li se eliberează pe bază aplicării de unul dintre reprezentanții legali.
Pașapoarte moldovenești sunt eliberate de către Ministerul Tehnologiei Informației și Comunicațiilor prin Centrul Resurselor Informaționale de Stat „Registru”.
Începând cu 1 ianuarie 2011, în Republica Moldova se eliberează în exclusivitate pașapoarte cu date biometrice (amprentele digitale, grupa sangvină, fotografia digitală) și în pașapoartele părinților nu se includ datele despre copii.
Pașapoartele, eliberate pâna la 1 ianuarie 2011 sunt valabile până la expirarea termenului de valabilitate.
Pașaportul cetațeanului Republicii Moldova se eliberează pe un termen de 7 ani, iar copiilor cu vârsta de pâna la 7 ani - pe un termen de 4 ani. În cazul în care prelevarea amprentelor digitale este temporar imposibilă, pasaportul se elibereaza pe un termen de 12 luni.

## Tipuri de pașapoarte
Există trei tipuri de pașapoarte:
- Pașaportul cetățeanului al Republicii Moldova
- Pașaportul diplomatic al Republicii Moldova
- Pașaportul de serviciu al Republicii Moldova

### Pașaportul cetățeanului al Republicii Moldova
Coperta pașaportului unui cetățean al Republicii Moldova are o culoare vișiniu și cuvintele "REPUBLICA MOLDOVA" și PAȘAPORT, scris cu litere de culoare aurie. Între ele este stema țării, care este, de asemenea, făcută în culoare aurie.

### Pașaportul înainte de 2014
Până în 2014, acoperirea pașaportului era de un albastru strălucitor. Din 2011 (în unele cazuri din 2008), pașapoartele care conțin date biometrice au avut un semn distinctiv în partea de jos a acoperirii - .

### Pașaportul diplomatic al Republicii Moldova
Pașaportul diplomatic este un document de identitate eliberat de Ministerul Afacerilor Externe și Integrării Europene persoanelor care au cetățenia exclusivă a Republicii Moldova în scopul părăsirii Republicii Moldova și intrării în Republica Moldova în scopul desfășurării misiunilor diplomatice și consulare, precum și a altor funcții oficiale în străinătate în interesul statului sau, în cazurile strict prevăzute de lege, pentru a însoți persoanele care au dreptul la misiuni diplomatice. pașaport, de către alte persoane prevăzute de prezenta lege, precum și pentru a fi utilizat ca document de identificare pe teritoriul Republicii Moldova sau al altor state în legătură cu funcția deținută sau cu specificul atribuțiilor îndeplinite.

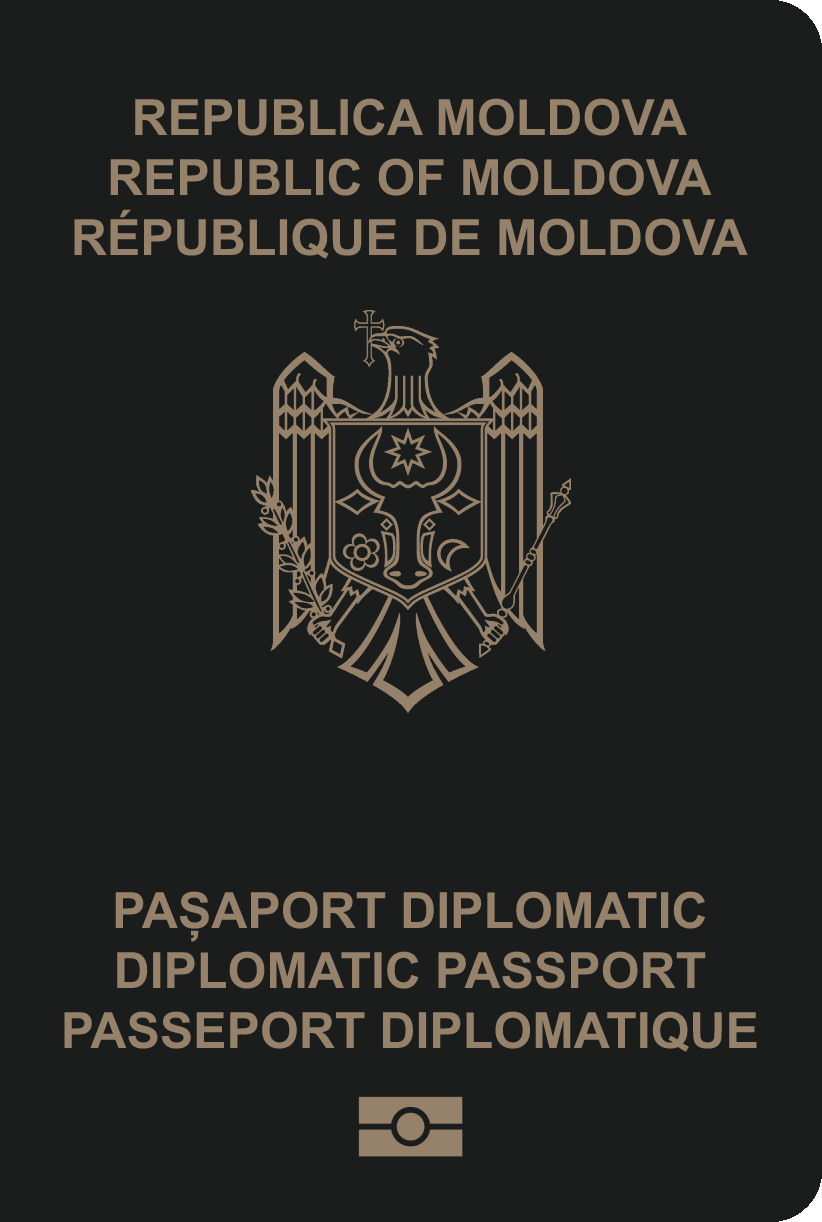
Pașaportul diplomatic al Republicii Moldova

Pașapoartele diplomatice care conțin date biometrice vor fi, de asemenea, făcute pentru copii. Primul pașaport diplomatic care conține date biometrice a fost primit de prim-ministrul Vlad Filat la 11 aprilie 2012.

## Pagina de date și pagina de semnături
Fiecare pașaport are o pagină de date. O pagină de date are o zonă vizuală și o zonă care poate fi citită de mașină. Zona vizuală are o fotografie digitalizată a titularului pașaportului, date despre pașaport și date despre titularul pașaportului:
- Fotografia
- Tipul documentului
- Codul țării MDA
- Numărul pașaportului
- Numele
- Prenumele
- Cetățenia (care declară Republica Moldova ca fiind opusă identității etnice a unei persoane)
- Data nașterii (DD/LL/AAAA)
- Numărul de indentificare
- Sexul
- Locul nașterii
- Data emiterii
- Autoritatea emitentă
- Data expirării
- Semnătura titularului

## Galerie

Pașapoarte moldovenești
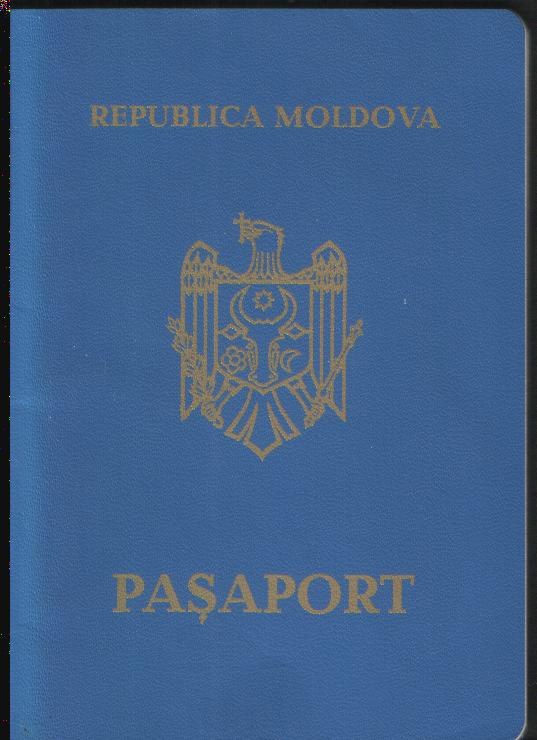
Pașaportul moldovenesc 1995 Seria A
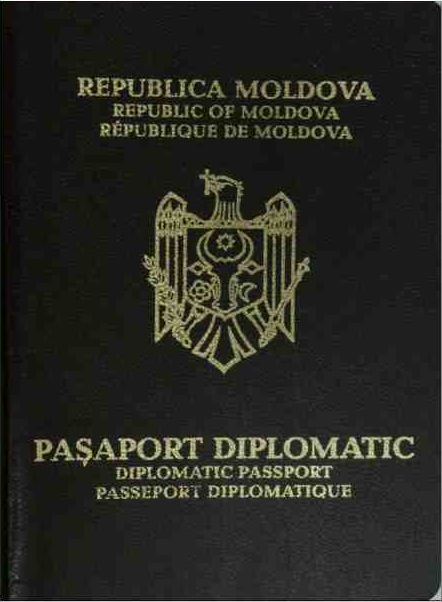
Pașaport diplomatic moldovenesc 1995
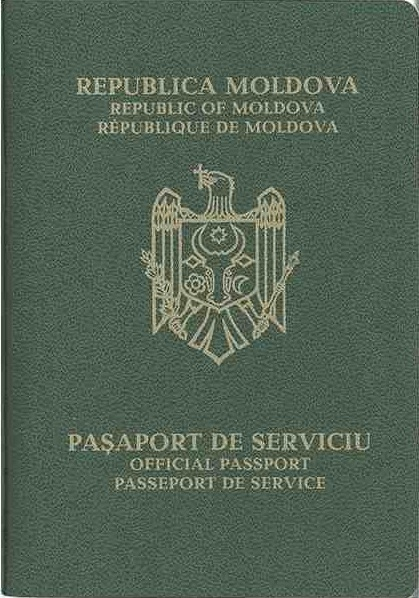
Pașaportul oficial al Moldovei 1995
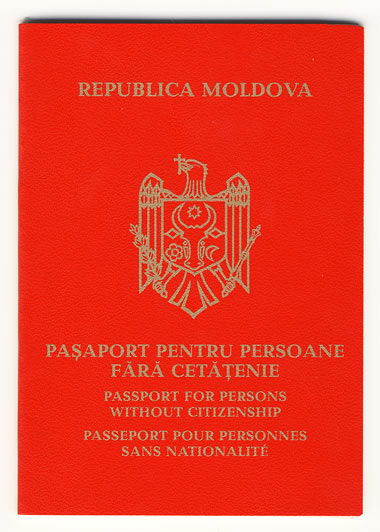
Pașaportul moldovenesc fără cetățenie 1995
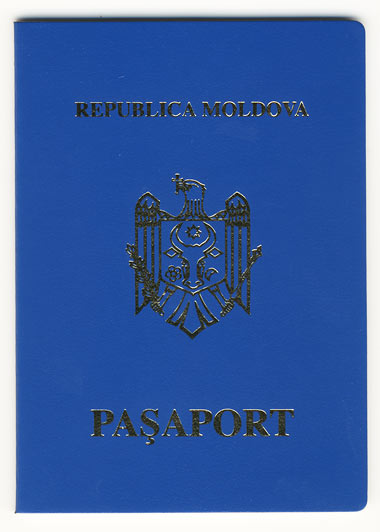
Pașaportul moldovenesc 2009 Seria B